# 神經膠質瘤
神經膠質瘤（英語：Glioma）是一種中樞神經系統的腫瘤疾病，源自神經膠質細胞的病變。神經膠質瘤通常出現於腦部（稱為腦神經膠質瘤），但也有可能出現於其他神經，如視覺神經。